# Area ex-Longinotti

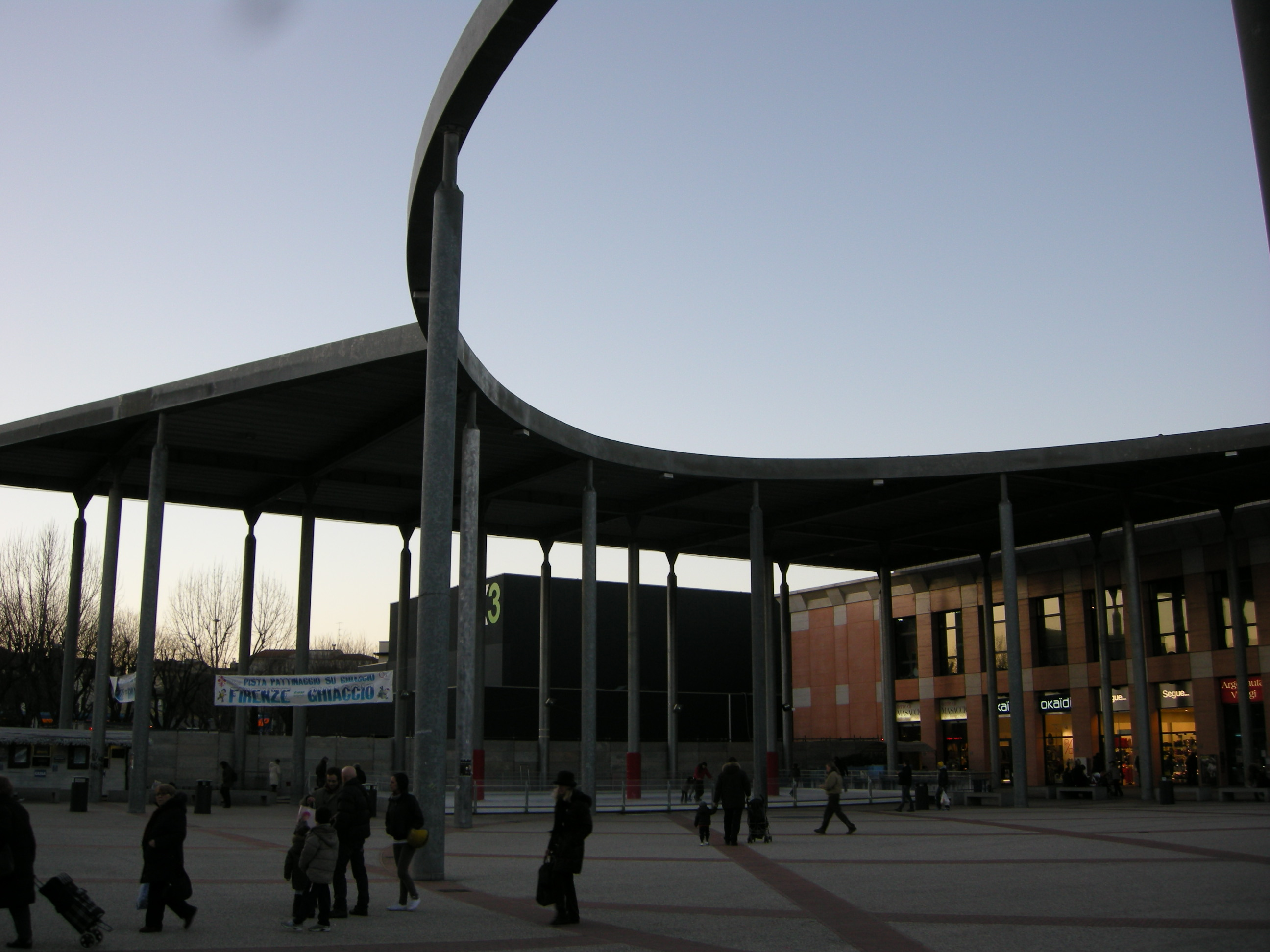
Veduta

Per Area ex-Longinotti si intendono due complessi industriali appartenuti - in sequenza temporale - all'omonima impresa, e successivamente abbandonati. Il primo si trovava nella città di Firenze, in viale Giannotti. Il secondo a Sesto Fiorentino, in via Lucchese.

## Ex-Longinotti Firenze
L'area ex-Longinotti era una zona industriale abbandonata di Firenze, situata in viale Giannotti (in zona detta Bandino, vicino Badia a Ripoli) e trasformata con un recente intervento di riqualificazione urbana in un supermercato di quartiere, una galleria commerciale, degli spazi per i servizi di Quartiere e due nuove piazze.
La Longinotti era una delle più grandi industrie fiorentine, ma durante un periodo di difficoltà decise di trasferirsi in una nuova fabbrica nel comune di Sesto Fiorentino, cedendo quest'area che ormai era inglobata nella città. La fabbrica si trasferì nel 1974 e l'area fu ceduta con destinazione d'uso a carattere commerciale, alla società Il Bandino S.p.A nel 1986. Per molti anni l'area fu inutilizzata, per via delle lungaggini burocratiche e delle polemiche nate in merito alla destinazione dell'ex-stabilimento.
Approfittando della situazione l'area venne occupata nel 1989 dal Centro Popolare Autogestito Firenze Sud, che utilizzò gli immensi spazi a disposizione per iniziative sociali, politiche e culturali di tutti i generi, utilizzando capannoni e palazzine per oltre dodici anni.
Solo nel 1997 il Comune approvò un P.R.G. che prevedeva la demolizione dei vecchi capannoni industriali e la creazione di un nuovo centro commerciale, destinato a Unicoop Firenze nel 2000. La decisione suscitò aspre polemiche e contestazioni, che videro il Centro Popolare Autogestito schierare cinquemila sostenitori in un corteo tenutosi nel febbraio 2001, e la realizzazione di un referendum consultivo tra gli abitanti del luogo nell'ottobre dello stesso anno, nel quale però i favorevoli al "recupero" della zona prevalsero.
I lavori previdero la demolizione di quasi tutte le strutture esistenti, con l'eccezione di una palazzina in viale Giannotti, e sono terminati alla fine del 2004. Con questo intervento, realizzato dall'Unicoop Firenze su progetto dell'architetto Adolfo Natalini, è stato realizzato un ipermercato che occupa gran parte dell'area di ben 27 ettari. Il complesso ha la forma grosso modo di un pentagono racchiuso tra quattro strade (compreso l'angolo di viale Giannotti). Gli edifici dalle forme squadrate, mantengono in parte una suggestione delle vecchie fabbriche, nella struttura e la copertura.
Oltre al supermercato di oltre tremila metri quadrati e alla galleria commerciale con negozi, bar, ristoranti e gelaterie, laboratori artigiani, la farmacia, l'ufficio postale e la banca, sono stati realizzati due parcheggi per più di 1.100 posti auto. I materiali usati sono prevalentemente la pietra artificiale (con tonalità cocciopesto e travertino), lo zinco per le coperture e il cotto per la pavimentazione. All'interno sono stati usati marmi, strutture in vetro e colonne metalliche.
Due sono le nuove piazze: una è grande come un campo da calcio e parzialmente coperta; l'altra piazza è più piccola e ospiterà il mercato del quartiere. La piazza più grande in particolare è stata realizzata in maniera scenografica, con una grande corona di copertura semicircolare retta da slanciate colonne in metallo, che suggerisce la forma di un grande anfiteatro aperto.
La palazzina su viale Giannotti è stata recuperata e, almeno nelle intenzioni, destinata alle attività delle associazioni. Al marzo 2009 è stata realizzata una ludoteca nella palazzina.

## Ex-Longinotti Sesto fiorentino
La Longinotti, lasciata la sede di Firenze, si trasferiva presso un nuovo stabilimento all'Osmannoro di 100000 m², fra Campi Bisenzio e Sesto Fiorentino. Nel corso degli anni, l'azienda attraversò una serie di crisi che portarono alla vendita dei capannoni, ad un cambio di denominazione ed al fallimento, nel 2006. Dopo una serie di manifestazioni di interesse all'acquisto dell'area, questa verrà acquisita, nel luglio 2018, dall'azienda farmaceutica Menarini. In giugno 2020 viene annunciata la costruzione di un nuovo polo produttivo di 40.000 metri quadri per un investimento da 150 milioni di euro.